# Gottlieb Planck

Gottlieb Planck

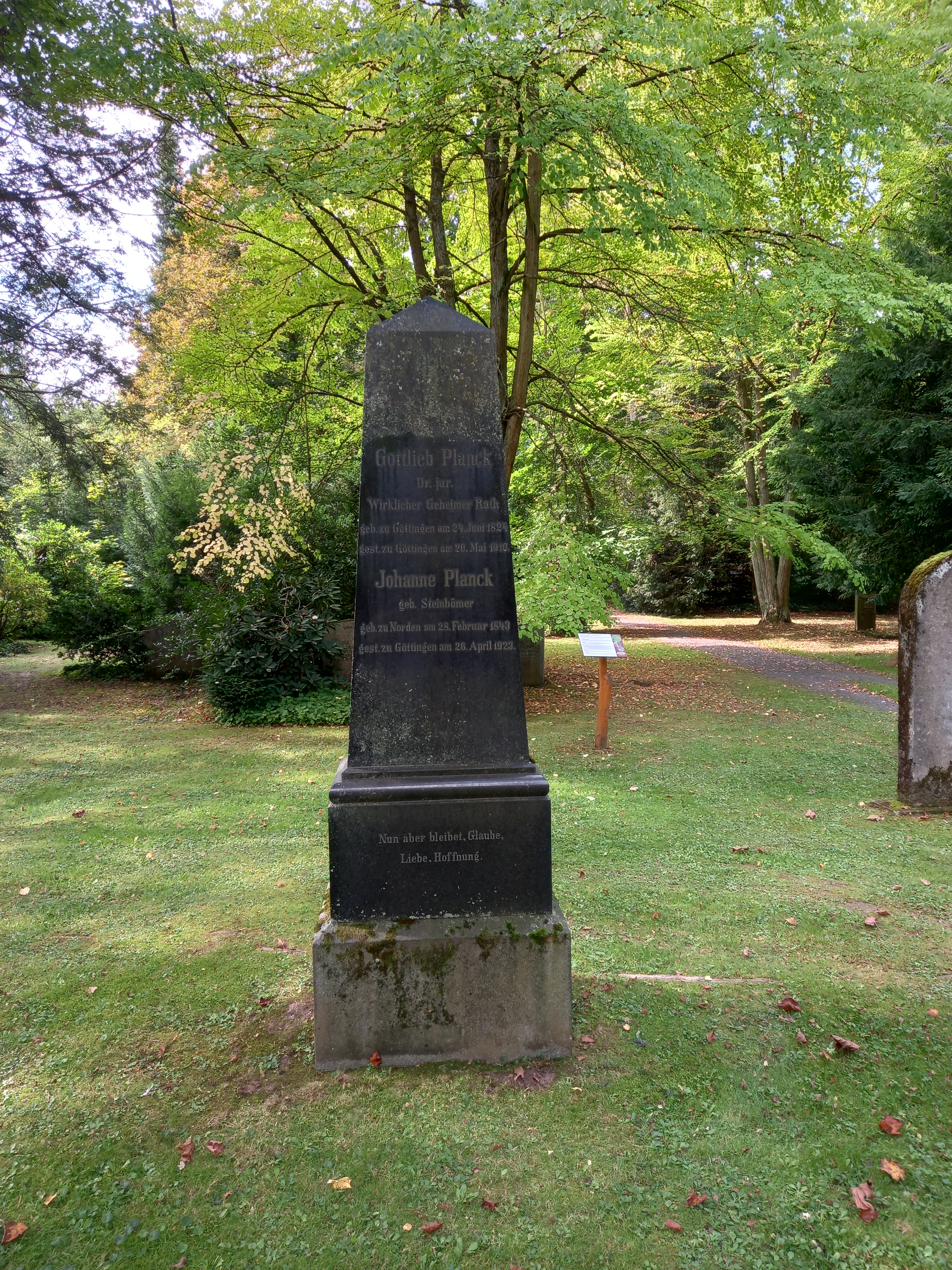
Das Grab von Gottlieb Planck und seiner Ehefrau Johanne geborene Steinböhmer auf dem Stadtfriedhof Göttingen

Gottlieb Karl Georg Planck (* 24. Juni 1824 in Göttingen; † 20. Mai 1910 ebenda) war ein deutscher Richter und Politiker.

## Leben
Gottlieb Planck stammte aus einer württembergischen Gelehrtenfamilie. Sein Cousin war der Jurist Wilhelm von Planck, der wiederum Vater des Physikers Max Planck war. Nach dem Abitur am humanistischen Gymnasium in Celle studierte Gottlieb Planck Rechtswissenschaft an der Georg-August-Universität Göttingen. Er wurde Mitglied der Landsmannschaften Hanseatia und Hildeso-Cellensia (Progressverbindung). Sein Studium schloss er als Bester seines Jahrgangs im Frühjahr 1846 ab. Anschließend trat er in den Justizdienst des Königreichs Hannover ein. Wegen seiner politischen Aktivitäten, insbesondere seiner Beteiligung an einem Arbeiterverein, wurde er 1849 nach Osnabrück und später nach Aurich versetzt. Zwischen 1852 und 1855 war Planck Mitglied in der zweiten Kammer des Landtages im Königreich Hannover. Er gehörte der liberalen Opposition an.
Planck war 1855 Mitunterzeichner der Anträge des Verfassungsausschusses. Außerdem stammte von ihm in seiner Eigenschaft als Richter ein Urteil des Gerichts in Aurich, das die Außerkraftsetzung weiter Teile der Verfassung für nichtig erklärte. Daraufhin wurde Planck als Richter an das kleine Obergericht Dannenberg versetzt. Dort kam er in Kontakt mit Johannes Miquel. Gegen die Verordnungen von 1855 veröffentlichte er 1856 eine Streitschrift, die zu weiteren Disziplinarmaßnahmen Anlass gab. Im Jahr 1859 wurde er zur Disposition gestellt, gleichzeitig wurde Planck die Aufnahme einer Rechtsanwaltstätigkeit verwehrt, da er noch immer nominell im Staatsdienst stand.

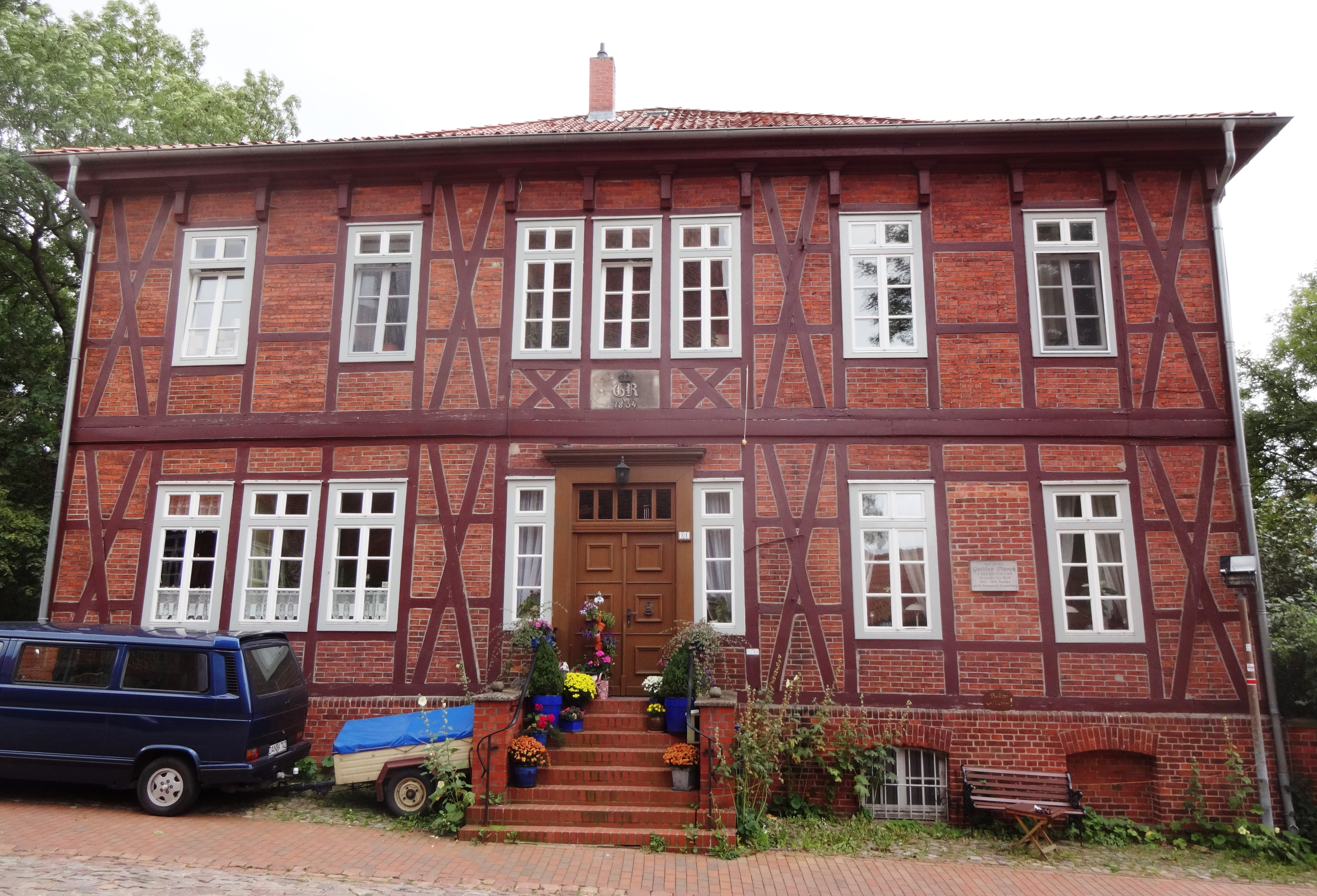
Kleines Obergericht Dannenberg, an dem Gottlieb Planck 1855–59 wirkte

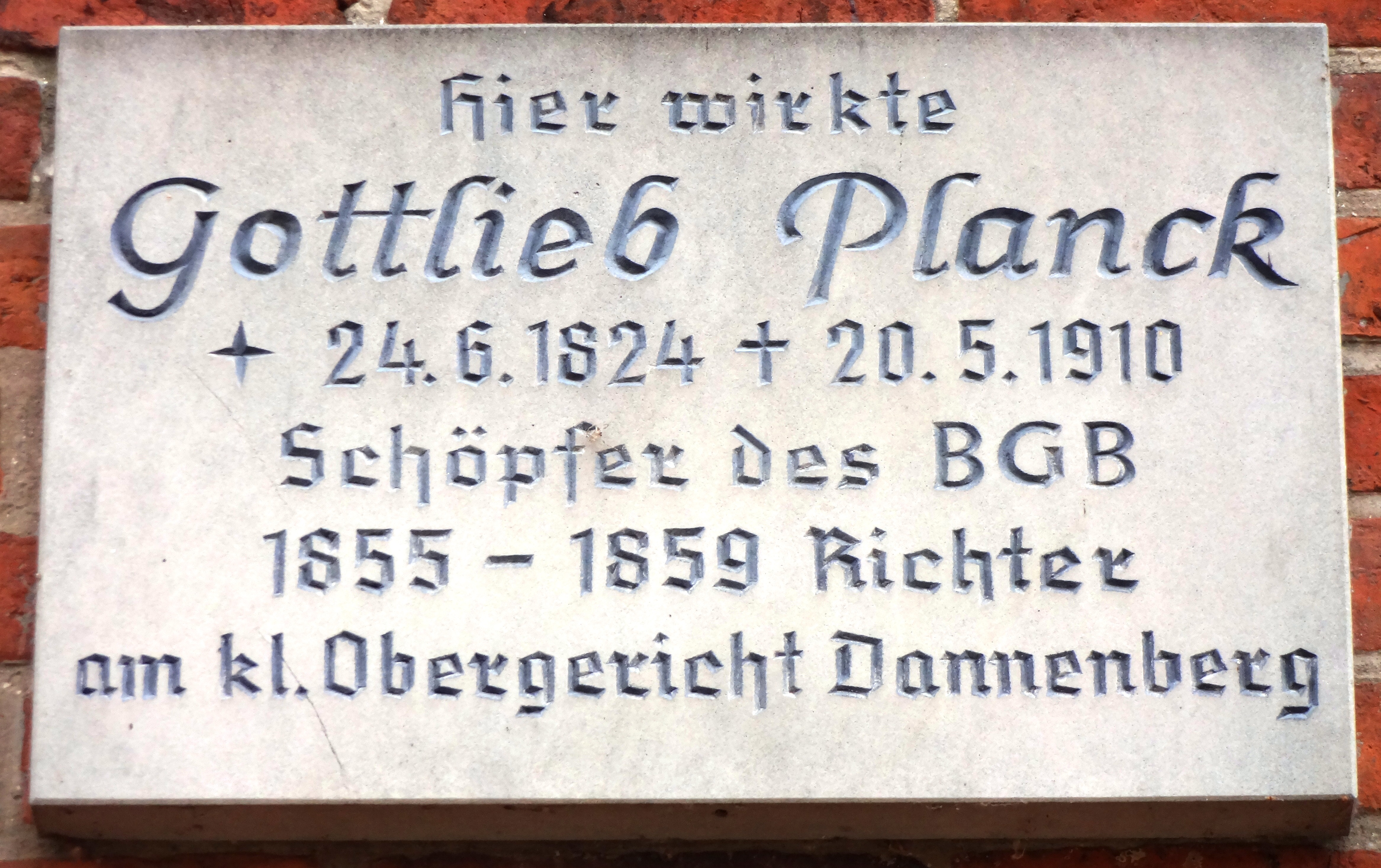
Gedenktafel für Gottlieb Planck am ehemaligen kleinen Obergericht Dannenberg

Planck gehörte 1859 zu den Mitbegründern des Deutschen Nationalvereins. Außerdem beteiligte er sich intensiv an den Diskussionen der ersten deutschen Juristentage. Durch Ludwig Windthorst bekam er 1863 eine Stelle am Obergericht Meppen. Am 23. April 1865 heiratete er in Norden Johann Magdalena Henriette Steinbömer. Mit ihr hatte er einen Sohn. 
Nach der Annexion des Königreichs Hannover durch Preußen nach dem Deutschen Krieg konnte Planck auch wieder politisch aktiv werden. Er gehörte zwischen 1867 und 1873 zunächst dem norddeutschen und schließlich dem deutschen Reichstag an. Außerdem war er 1867 und 1868 auch Mitglied im Preußischen Abgeordnetenhaus. Seit 1867 gehörte Planck der nationalliberalen Partei an. Im Jahr 1868 wurde er Rat am Appellationsgericht in Celle.
Von Bedeutung war Planck 1868 bei der Erarbeitung eines Strafgesetzbuches und einer Strafprozessordnung. Außerdem hat er versucht, in der Frage der Todesstrafe zwischen den extremen Positionen zu vermitteln. Planck hatte Anfang der 1870er Jahre auch erheblichen Einfluss auf die Erarbeitung einer Zivilprozessordnung. Obwohl Planck mittlerweile wegen der Augenkrankheit Retinopathia pigmentosa erblindet war, wurde er 1874 in die erste Kommission zur Erarbeitung eines Bürgerlichen Gesetzbuches berufen. In dieser übernahm er die Funktion eines Redakteurs für das Familienrecht. Insgesamt gehörte Planck neben Heinrich Eduard Pape, Bernhard Windscheid und Karl Kurlbaum (1830–1906) zu den einflussreichsten Persönlichkeiten der Kommission. Im Anschluss übernahm Planck 1889 eine ordentliche Honorarprofessur in Göttingen. In der ab 1890 tagenden zweiten BGB-Kommission wurde Planck zum Generalreferenten berufen. Nach deren Ende gab er ab 1896 den ersten und lange Zeit maßgeblichen Kommentar zum BGB heraus.
1901 wurde er zum Ehrenmitglied der Göttinger Akademie der Wissenschaften gewählt.

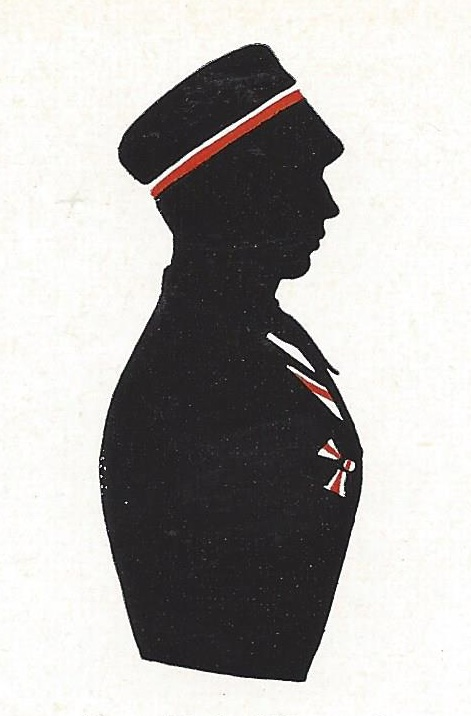
Planck (1844)
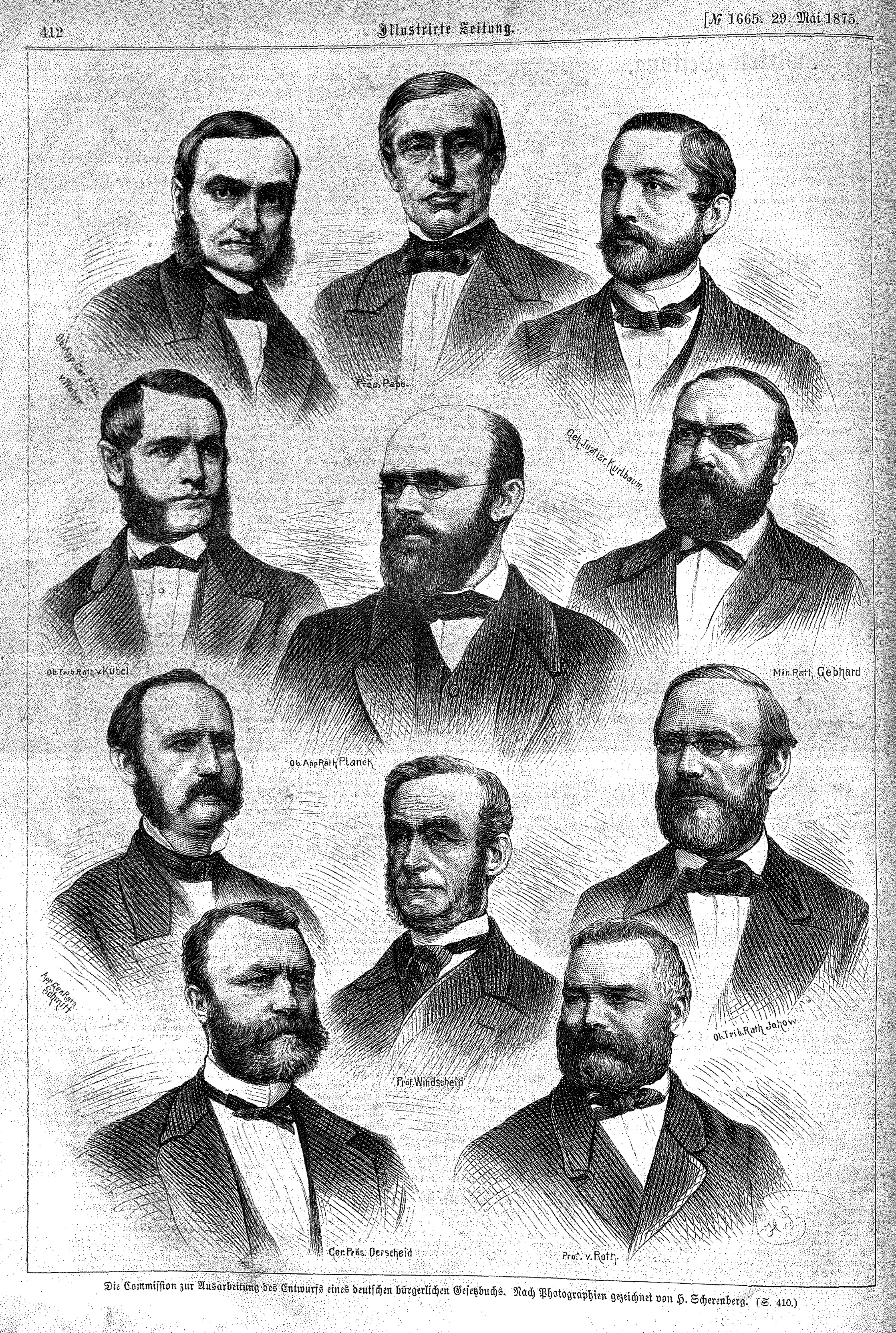
BGB-Kommission (mit Planck in der Mitte)
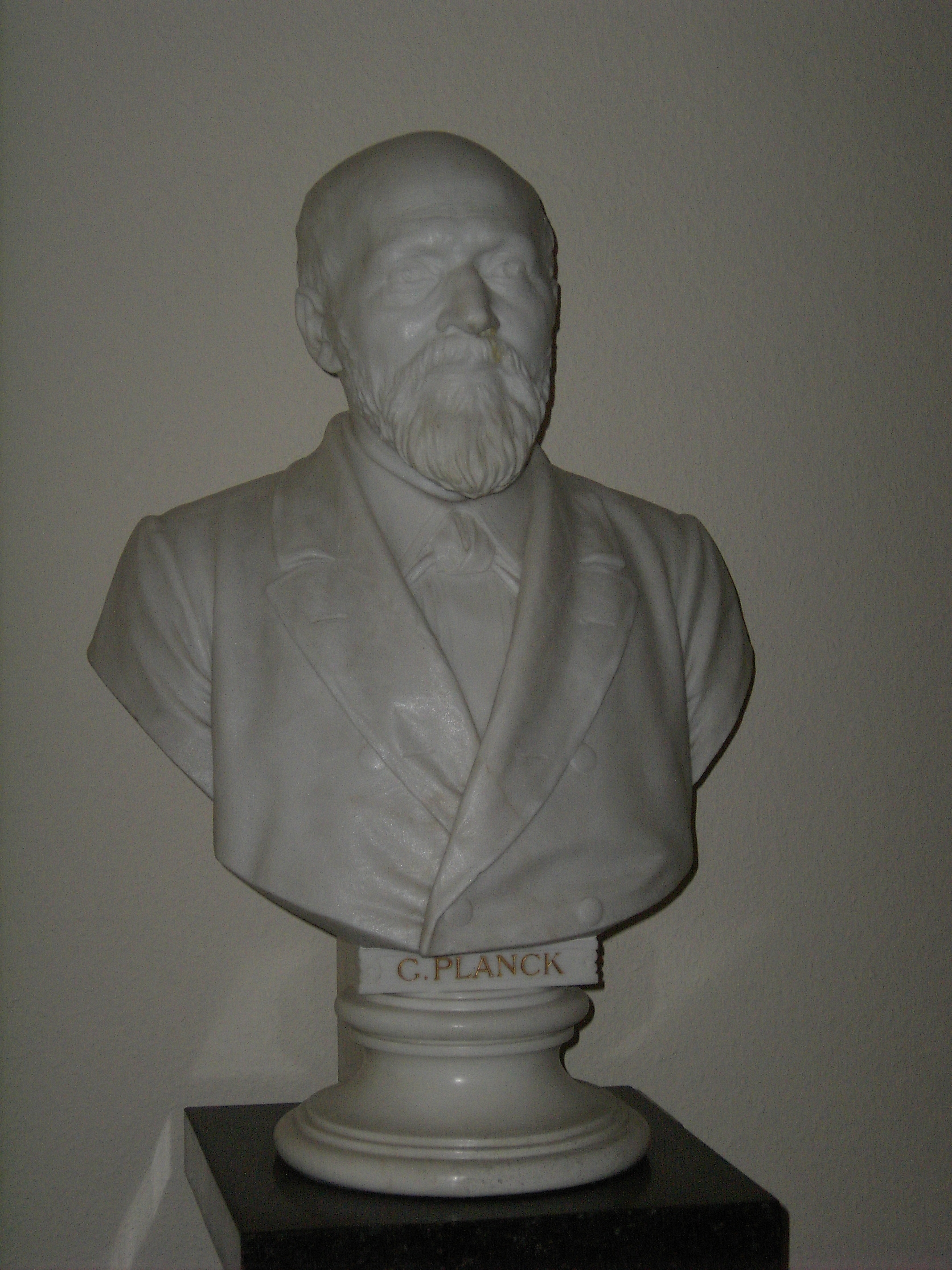
Büste

## Schriften
- Familienrecht. 1875.
- Bürgerliches Gesetzbuch nebst Einführungsgesetz. 3. Auflage, Berlin 1906.